# Maccabi Tel Aviv B.C. 2000-2001
Questa voce raccoglie le informazioni riguardanti il Maccabi Tel Aviv B.C. nelle competizioni ufficiali della stagione 2000-2001.

## Stagione
La stagione 2000-2001 del Maccabi Tel Aviv B.C. è la 47ª nel massimo campionato israeliano di pallacanestro, la Ligat ha'Al.

## Roster
Aggiornato al 27 novembre 2020
| Maccabi Tel Aviv 2000-01 | Maccabi Tel Aviv 2000-01 |
| Giocatori                | Staff tecnico            |
| ------------------------ | ------------------------ |

| N. | Naz.                                         | Ruolo | Nome               | Anno | Alt.   | Peso   |  |
| -- | -------------------------------------------- | ----- | ------------------ | ---- | ------ | ------ |  |
| 4  | Israele (bandiera)                           | AG    | Nadav Henefeld (C) | 1968 | 202 cm | 107 kg |  |
| 5  | Stati Uniti (bandiera) · Israele (bandiera)  | G     | Mark Brisker       | 1969 | 194 cm | 82 kg  |  |
| 6  | Stati Uniti (bandiera) · Israele (bandiera)  | P     | Derrick Sharp      | 1971 | 183 cm | 84 kg  |  |
| 7  | Stati Uniti (bandiera)                       | C     | Nate Huffman       | 1975 | 214 cm | 111 kg |  |
| 8  | Stati Uniti (bandiera)                       | G     | Anthony Parker     | 1975 | 198 cm | 95 kg  |  |
| 9  | Israele (bandiera)                           | AG    | Gur Shelef         | 1974 | 201 cm |        |  |
| 10 | Israele (bandiera)                           | GA    | Tal Burstein       | 1980 | 198 cm | 95 kg  |  |
| 11 | Stati Uniti (bandiera) · Israele (bandiera)  | C     | David Sternlight   | 1973 | 206 cm |        |  |
| 12 | Jugoslavia (bandiera) · Israele (bandiera)   | A     | Velibor Radović    | 1972 | 202 cm |        |  |
| 13 | Jugoslavia (bandiera) · Israele (bandiera)   | C     | Radisav Ćurčić     | 1965 | 207 cm | 125 kg |  |
| 14 | Stati Uniti (bandiera) · Slovenia (bandiera) | P     | Arriel McDonald    | 1972 | 190 cm | 88 kg  |  |
| 15 | Israele (bandiera)                           | AP    | Elad Savion        | 1978 | 199 cm |        |  |
| 16 | Israele (bandiera)                           | G     | Regev Fanan        | 1981 | 183 cm |        |  |

| Allenatore                                                                          |
| - Pini Gershon                                                                      |
| Assistente/i                                                                        |
| - Erez Bittman - / David Blatt Legenda - (C) Capitano - (IN) Inattivo - Infortunato |

## Mercato

### Sessione estiva
| Acquisti | Acquisti         | Acquisti           | Acquisti   | Acquisti |
| R.       | Nome             | da                 | Modalità   |          |
| -------- | ---------------- | ------------------ | ---------- | -------- |
| G        | Anthony Parker   | Quad City Thunder  | definitivo |          |
| A        | Velibor Radović  | Maccabi Ra'anana   | definitivo |          |
| GA       | Tal Burstein     | Bnei Herzliya      | definitivo |          |
| C        | Radisav Ćurčić   | Fenerbahçe         | definitivo |          |
| C        | David Sternlight | Maccabi K. Motzkin | definitivo |          |

| Cessioni | Cessioni        | Cessioni          | Cessioni       | Cessioni |
| R.       | Nome            | a                 | Modalità       |          |
| -------- | --------------- | ----------------- | -------------- | -------- |
| C        | Constantin Popa | H. Gerusalemme    | fine contratto |          |
| AC       | Dallas Comegys  | Chicago Skyliners | fine contratto |          |
| G        | Doron Sheffer   |                   | ritirato       |          |
| GA       | Doron Jamchi    |                   | ritirato       |          |
| C        | Avi Kazarnovski | Bnei Herzliya     | fine contratto |          |